# 达利涅耶-康斯坦丁诺沃
达利涅耶-康斯坦丁诺沃（羅馬化：Dalʹneye Konstantinovo）是俄罗斯下诺夫哥罗德州的市级镇、达利涅耶-康斯坦丁诺沃区行政中心，地处下诺夫哥罗德州中南部，位于伏尔加河流域舍姆列伊河（Шемлей）畔，在州府下诺夫哥罗德南偏东方。R158公路从镇西侧约5公里处经过。
该地2021年人口有3,868人；2010年人口4,777；2002年人口4,986；1989年人口5,122。